# Apanteles cinerosus
Apanteles cinerosus är en stekelart som beskrevs av Papp 1971. Apanteles cinerosus ingår i släktet Apanteles och familjen bracksteklar. Inga underarter finns listade i Catalogue of Life.